# El Castell de Santa Maria
El Castell de Santa Maria és una entitat de població del municipi de Sant Guim de Freixenet, a la comarca de la Segarra.
El poble o llogarret se situa al nord del terme municipal, a la dreta del riu Sió. S'hi accedeix a través de la carretera LV-1005, entre Gàver i Sant Domí.

## Història
El seu origen correspon als primers temps de la reconquesta. El seu nom prové del Castell de Santa Maria que va originar aquest nucli, propietat del senyor Oluja Sobirana, més tard de Galceran d'Oluja i finalment de Josep de Vega i de Sentmenat, i l'advocació de l'església parroquial, dedicada a santa Maria.
L'any 1996 intenta segregar-se del municipi de Sant Guim de Freixenet per agregar-se al d'Estaràs, en considerar que la construcció de la variant de la carretera N-II per la vall del Sió canviaria les relacions entre els dos caps de municipi. El canvi en el traçat definitiu de la variant fa que la segregació quedi desestimada l'any 2002.

## Santa Maria del Castell de Santa Maria
Sufragani de Sant Pere de Sant Domí, és un temple romànic d'una única nau, coberta amb volta de canó. L'absis original se suprimeix en ampliar l'església a llevant amb una major nau, coberta ja amb volta apuntada.
A l'interior es conserva una imatge de fusta policromada de la Mare de Déu, possiblement barroca. Es tracta de Santa Bàrbara, donzella de Nicomèdia que fou tancada de molt jove pel seu pare a una torre. Es representa vestida com les verges romanes amb túnica i embolicada amb un mantell, amb la palma del martiri i la torre amb tres finestres.